# Konståret 2023

## Händelser
- 27 juni: Gustav Klimt's sista målning Dam med solfjäder (Dame mit Fächer, 1918) säljs i London till en samlare i Hong Kong för 85,3 miljoner pund, det högsta värdet ett konstverk sålts för i europa.[1]
- September: Vincent van Goghs målning Prästgårdsträdgården i Neunen som stals 2020 hittas och återförs till Groninger Museum där den åter ställs ut från februari 2024.[2]
- Oktober: DALL·E 3, OpenAI's bildgenerator, släpps.

## Avlidna
- 24 augusti - Claude Picasso, 76, fransk fotograf, filmreggisör och grafisk designer[3]